# الهیرا (بارسلاس)
الهیرا (بارسلاس) (به پرتغالی: Alheira (Barcelos)) یک سکونتگاه مسکونی در پرتغال است که در بارسلوس واقع شده‌است.

## خصوصیات
الهیرا ۱٬۱۰۸ نفر جمعیت دارد.